# 1677 Tycho Brahe
För andra betydelser, se Tycho Brahe (olika betydelser).
1677 Tycho Brahe eller 1940 RO är en asteroid i huvudbältet, som upptäcktes 6 september 1940 av finländske astronomen och fysikern Yrjö Väisälä vid Storheikkilä observatorium. Asteroiden har fått sitt namn efter den danske astronomen Tycho Brahe.
Asteroiden har en diameter på ungefär 10 kilometer och den tillhör asteroidgruppen Maria.